# Orgon energia
Az orgon energia áltudományos koncepció. A fogalmat, mint feltételezett univerzális életerőt, Wilhelm Reich vezette be és írt róla először az 1930-as években. Halála után tanítványa, Charles Kelley fejlesztette tovább az elképzelést. Az orgon energia lényegében a negatív entrópia elve, egyfajta teremtő erő, ami hasonló ahhoz, amit Franz Mesmer animális magnetizmusnak, Carl Reichenbach "ódai erőnek", Henri Bergson pedig "életerőnek" nevezett. Feltételezések szerint az orgon energia súlytalan, mindenséget átható "anyag", mintegy fénygerjesztő éter, de inkább egy élő energiáról van szó, nem pedig élettelen anyagról. Elméletileg minden létező szinten képes organizmusok teremtésére, a legkisebb mikroszkopikus egységektől – amit az orgon-elmélet "bionoknak" nevez – a makroszkopikus szerkezetekig, mint a különböző szervezetek, felhők, vagy akár galaxisok.
Reich szerint számos betegség oka a testi orgon-áramlás meghibásodása, mint ahogy Freud elmélete szerint a libidó elnyomása neurózishoz vezet. Reich 1939-ben az Egyesült Államokba emigrált, majd 1942-ben megalapította az Orgon Intézetet, melynek keretei közt több, mint egy évtizeden át publikált kutatásokat és szakirodalmat a témában. Reich speciális „orgon-generátorokat” vagy „orgon-akkumulátorokat” tervezett – szerkezeteket, melyek orgon energiát gyűjtenek össze a külső környezetből és tárolják azt – egészségfejlesztés céljából. Lényege, hogy felváltva rétegeznek egymásra szerves és szervetlen anyagokat, így míg a szerves anyagok magukba gyűjtik és tárolják a pozitív töltésű kationokat, a szervetlen anyagok pedig negatív töltésű anionokat árasztanak, a rétegek között kialakul az úgynevezett orgonenergia áramlása.
1954-ben az Amerikai Gyógyszerhatóság (FDA) határozata a további, orgonnal kapcsolatos anyagok terjesztését betiltotta, mint hamis és félrevezető áltudomány, majd Reich-ot börtönbe zárták és minden eszközt és anyagot megsemmisítettek, amit az Orgon Intézetben találtak, mert Reich nem volt hajlandó berekeszteni munkásságukat.
Az amerikai, állami egészségügyi intézetek hivatalos listáin az orgon úgy szerepel, mint „feltételezett energia”, amire semmilyen empirikus bizonyíték nem létezik sem az orvoslásban, sem a fizikában.

## Története
Reich korai munkássága a freudi koncepcióra, a libidóra összpontosult, amit szociológiai szempontokkal egészített ki. Freud ezeket elvetette, azonban elnyerte más prominens teoretikusok, mint például Herbert Marcuse és Carl Jung tiszteletét. Freud a tudat szolipszista elképzelésének tükrében értelmezte a libidót, amelyben a tudattalan és az alapvetően önző ősi indíttatásokat (elsősorban a szexuális vágyat, vagy a libidót) elfojtják a szülői minták (a felettes én) belső lenyomatai (cathexis). Reich szerint a libidó egyfajta életerő, amit közvetlenül a társadalom nyom el. Az ehhez hasonló nézeteltérések és az egyre növekvő politikai szerepvállalása miatt, Reich el lett bocsátva a Pszichoanalitikai Intézetből, majd nem sokkal Hitler hatalomra lépése után arra kényszerült, hogy elhagyja Németországot.
Reich egyre inkább bioenergetikai szempontból vizsgálta a libidót, valószínűleg tanára, Paul Kammerer, illetve egy másik biológus, Otto Heinrich Warburg hatására. Hans Driesch szerint az tette lehetővé a különleges életerőbe vetett hitet, hogy a 20. század elején a molekuláris biológia még gyerekcipőben járt, és a fejlődésbiológia területe is tele volt rejtélyekkel. Reich pszichoanalitikusként a freudi libidóval hozta összefüggésbe ezt az életerőt, míg a materialista Driesch szerint ha létezne ilyesmi, azt fizikai kísérletekkel lehetne bizonyítani.
Legismertebb könyvében, "Az orgazmus funkciójában" Reich azt írja: "1919 és 1921 között ismerkedtem meg Driesch "Az organizmus filozófiájával"... Driesch ellenvetései legyőzhetetlennek tűntek számomra. Úgy érvelt, hogy az életfunkciók szférájának nagy egésze egy kis részletből fejlődhetett ki, viszont egy gép nem születik meg egyetlen csavarból.... Ugyanakkor nehezemre esett elfogadni az életnek, mint alapelvnek a természetfelettiségét. Tizenhét évvel később voltam képes feloldani az ellentmondást egy képlet alapján az energia működésére vonatkozóan. Driesch elmélete mindig ott volt a fejemben, amikor a vitalitásról elmélkedtem. A bizonytalan érzésem eme feltételezés irracionális természetéről végül indokoltnak bizonyult. Driesch érve spiritiszta gondolatként maradt fenn."
Az orgon elmélete a libidó pszicho-élettanával való foglalkozás végeredménye. Az Államokba költözése után Reich egyre többet tanulmányozta a fejlődésbiológiát és az evolúciót, és tágabb értelemben kezdett gondolkodni az univerzum természetéről. Ez vezetett a "bionok" felfedezéséhez: az önvilágító, szubcelluláris vezikulák leírásához, amiket bomló anyagokban figyelt meg, és úgy gondolta, hogy univerzálisan jelen vannak mindenütt. Az ukrán biológushoz, Alexander Gurwitsch-hez hasonlóan, kezdetben elektrodinamikus vagy radioaktív szervezetekként gondolt a bionokra, de később arra a következtetésre jutott, hogy egy addig teljesen ismeretlen, de mérhető erőt fedezett fel, amit orgonnak nevezett el, valószínűleg a görög org- "impulzus, izgalom" előtag (pl. orgazmus), és a szintén görög -on képző (pl. ózon) összetételéből.
Reich szerint a neurózis az úgynevezett "testpáncél" egyik fizikai rétege— az anyagi test mélyen beágyazódott feszültségei és gátlásai, melyek nem választhatóak el semelyik tapasztalható tudatállapottól. Kifejlesztett egy terápiás módszert, a vegetoterápiát, aminek az volt a célja, hogy ezt a testpáncélt megnyissa és feloldja az ösztönös reflexek szabad áramlásának érdekében.

## Értékelése
Az orgont sokáig a szexualitással hozták összefüggésbe: Reich, mint ahogy Freud is, a szexualitást elsődleges életenergiának tartotta. Maga az orgon szó is az orgazmussal osztozik közös szótőn, ami Reich és Freud szerint is a lelki egészség alapvető kifejeződése. A bécsi pszichoanalitikus körök szimpatizáltak ezzel a fajta megközelítéssel, azonban ellenszenves volt a konzervatív amerikai közvélemény számára, noha ismertebb ellenkulturális szereplők, mint William S. Burroughs és Jack Kerouac felvállalt hirdetői voltak.
A második világháború után az orgonnal kapcsolatos fogalmak jelentősen degradálódtak. Az amerikai sajtóban  Reich és tanítványai úgy jelentek meg, mint a "szex és anarchia szektája", ami részben Az orgazmus funkciója c. könyv nevének volt köszönhető. Emiatt Reich számos kihallgatásnak és feljelentésnek volt kitéve különböző ügyek miatt. A New York Times egyszer azt írta róla, hogy ő egy "kárhozott". A korabeli pszichoanalitikus közösség Reich gyógyászati módszereit kuruzslásnak ítélte, főleg azután, hogy földönkívüliekkel kapcsolatban is nyilatkozott. 1954-ben az Amerikai Gyógyszerhatóság (FDA) tilalmi rendelkezést bocsátott ki Reich ellen, hogy ellehetetlenítse az orgonnal kapcsolatos szabadalmi kérvényeit. Többféle megszorítás mellett például nem szállíthatott "orgon eszközöket" államhatárokon kívül. Reich ellenszegült a határozatnak és börtönbüntetésre ítélték, majd minden orgonnal kapcsolatos írását és kutatási eszközét elégették.
Nem sokkal később Reich meghalt a börtönben, munkája azonban tovább élt mások munkásságaiban. Stefan Müschenich mesteri diplomamunkájában orgongenerátorok hatásait mutatta be kísérleti alanyain, megtartva Reich módszereit. Müschenich és Rainer Gebauer több kutatást is végzett a későbbiekben az orgon energiával kapcsolatban. James DeMeo 1989-ben publikálta az "Orgon-akkumulátor kézikönyv" első kiadását. A PubMed, és a Web of Science adatbázisa csupán 4-5 orgonterápiával kapcsolatos tudományos értekezést tart számon.

## Popkulturális hivatkozások
A beatnemezedék számos jelentős korai szerzője említi az orgont írásaiban. Imponáló volt számukra eme technológiának gyógyászati és szexuális aspektusa. Emiatt gyakran hozzák összefüggésbe az orgont az 1950-es évek ellenkulturális mozgalmával, de az 1960-as évek felfokozottabb forradalmi időszakában már kevésbé volt aktuális téma.

### William S. Burroughs
William S. Burroughs nagy támogatója volt az orgon-kutatásnak, és gyakran utalt rá szürreális regényeiben. Burroughs kifejezetten a heroinfüggőség gyógymódjának lehetőségeként volt érdekelt az orgontechnológiában. Ez jól illett regényeinek kontextusába is, amik sok esetben beszélnek el narkotikumokkal való tapasztalatokat magánéletéből és a beat közegből.
Burroughs "fénykorában" az orgongenerátorok kizárólag Reich New York-i Orgon Intézetében voltak elérhetők havi 10 dollár ellenében, úgyhogy inkább saját maga épített egy orgon kabint, amiről úgy nyilatkozott, hogy elérte vele a kívánt hatást.

„Az éveken át tartó szeméthabzsolás arra a szokásra késztetett, hogy befelé irányítsam figyelmemet. Amikor beültem az orgon kabinba, különös csendet tapasztaltam, olyasmit, amit az ember egy sűrű erdőben érez, egy hangoknál sokkal ritmikusabban rezgő búgást. A bőröm bizsergett és izgató hatást tapasztaltam, mintha nagyon erős füvet szívtam volna. Semmi kétségem afelől, hogy az orgon egy erő, mint az elektromosság. Pár nap használat után az energiaszintem normalizálódott. Újra volt étvágyam, és nem tudtam 8 óránál többet aludni. Kigyúgyultnak éreztem magam.”

### Mások
Jack Kerouac Úton c. népszerű regényében az orgon-generátor mint egy újabb drogtípus szerepel, semmint gyógyászati eszközként: leginkább mint egy stimuláns, erős szexuális vágyfokozó mellékhatásokkal.
Lánya elmondása szerint J. D. Salinger is rendszeresen kísérletezett orgon-generátorokkal, más egyéb alternatív gyógymódok mellett.
Orson Bean, az amerikai színész kiadott egy könyvet Én és az Orgon címmel, amiben orgonterápiás tapasztalatairól ír.
Dušan Makavejev 1971-es szatirikus filmje, a W.R.: Az organizmus misztériuma dokumentálja Reich fejlődését az orgon-akkumulátorokkal, más fiktív cselekményszálakkal egybeszőve.

## Fordítás
- Ez a szócikk részben vagy egészben  az   Orgone című angol Wikipédia-szócikk fordításán alapul.  Az eredeti cikk szerkesztőit annak laptörténete sorolja fel. Ez a jelzés csupán a megfogalmazás eredetét és a szerzői jogokat jelzi, nem szolgál a cikkben szereplő információk forrásmegjelöléseként.